# Cobla La Principal de Palafrugell
La Principal de Palafrugell fou una cobla fundada el 1875. Malgrat que el nom oficial de l'orquestra era Principal de Palafrugell, fou coneguda com La Vella, ja que a l'últim quart del segle xix, es formà una altra orquestra a la vila, rebatejada com La Nova. Al tombant del segle La Vella ja era coneguda amb el nom de La Principal de Palafrugell, és a dir, "la més important" de la vila, i La Nova, amb el de L'Empordanesa.
Participà del model vuitcentista, articulant-se en dues formacions bàsiques, diferenciades pels instruments que les integraven i pel repertori que executaven. Als anys vint era considerada una de les orquestres més indicades per acompanyar les companyies de sarsuela que anaven a l'Empordà. Malgrat el handicap dels desplaçaments, la mobilitat de l'orquestra era notable. Els músics es desplaçaven d'un lloc a l'altre amb tots els mitjans de locomoció que tenien a l'abast. L'any 1935 La Principal de Palafrugell adquirí un microbús d'unes 18 places, marca Chevrolet, fins aleshores propietat de La Principal de la Bisbal. La seva trajectòria es truncà amb la Guerra Civil Espanyola, però es va recompondre i es va reorganitzar de nou. Perdurà fins al 1977. Tingué etapes brillants, dirigida per Josep Gravalosa i Geronès i altres de més modestes. Destacaren com a intèrprets Trifó Bonany, Joaquim Torrent, Tomàs Garcia, Ferran Rigau, Lluís Felip, Francesc Clapés, Teodor Plaja, Fortunat Escarrà, Valentí Ametller, Lluís Hereu, Josep Gumà, Pere Ferriol, Ildefons Ferriol, Martí Saló, Julià Soler, Narcís Martí "Sisó de Cornellà", Frederic Gich, Ricard Viladesau i Caner, Francesc Vilaró i Carbonell, Joan Badosa i Compte i Josep Padrós i Vidal.
El fons documental de la cobla La Principal de Palafrugell es conserva a l'Arxiu Municipal de Palafrugell.